# HD 22781 b
HD 22781 b est une exoplanète orbitant autour de l'étoile HD 22781, elle a été découverte en 2011.